# Dissochaeta
Dissochaeta es un género con nueve especies de plantas fanerógamas pertenecientes a la familia Melastomataceae. Es originario del Sudeste de Asia. 

## Taxonomía
El género fue descrito por Carl Ludwig Blume  y publicado en Flora 14: 492, en el año 1831.

## Especies
- Dissochaeta barthei Hance ex Benth.	Fl. Hongk. 115	1861
- Dissochaeta bracteata	(Jack) Blume	Flora 14: 495	1831
- Dissochaeta celebica	Blume
- Dissochaeta divaricata G.Don	Gen. Hist. 2: 783
- Dissochaeta furfurascens Elmer	Leafl. Philipp. Bot. 8: 2754	1915
- Dissochaeta heteromorpha Naudin	Ann. Sci. Nat., Bot. 15: 78, 16: t. 5, f. 5
- Dissochaeta quintuplinervis Cogn.	Boerl. Handl. Fl. Ned. Indie 1(2): 533	1890
- Dissochaeta sarcorhiza Baill.	Adansonia 12: 88	1877
- Dissochaeta subviridis	Elmer	Leafl. Philipp. Bot. 4: 1193	1911